# Michael Peterle
Michael Peterle starší, někdy uváděn též jako Michael Petterle z Annabergu, nebo Petrle (1537, Annaberg, Sasko – 12. září 1588, Praha) byl pražský dřevorytec, malíř, tiskař a iluminátor doby renesance.

## Život
Michael Petrle se vyučil v Lipsku,  na tovaryšské cestě byl v Norimberku a nejpozději roku 1562 se usadil v Praze. Roku 1565 se stal členem malířského cechu v Praze. Roku 1570 si zde zřídil malou tiskárnu. Kolem roku 1575 uzavřel obchodní partnerství s pražským knihkupcem a knihařem Janem Bognerem (Bognarem, činným od roku 1571), který měl prodejní stánek ve Vladislavském sále na Pražském hradě. V letech 1578-1579 spolupracoval s Jiřím Černým z Černého Mostu.
Patřil k umělcům rudolfinské éry. Jeho epitaf v kostele sv. Štěpána na Novém Městě, znázorňující vzkříšení Krista a rodinu Michaela Peterleho, namaloval přední malíř Rudolfa II., Peterleho přítel a soused v Thunovské ulici Bartholomeus Spranger.
Po jeho smrti převzal tiskárnu syn Michael (zemřel 1593) a po něm manželka Ludmila Peterlová ze Závořic (později provdaná Ludmila Marynová z Jenčic).

## Dílo
Michael Peterle je autorem v pořadí druhé známé veduty Prahy z roku 1562. Byla vytištěna z 10 dřevěných štočků na 5 listech a zobrazuje Prahu v mírném nadhledu z Petřína od Pohořelce k Vyšehradu. Vedutu vytiskl pražský tiskař Jan Kozel.
Veduta má značnou dokumentární hodnotu, neboť zachycuje renesanční přestavbu Prahy po ničivém požáru Hradu a Hradčan roku 1541. Nemá dokonalou perspektivu, ale zaznamenává detaily staveb i probíhající opravy, například nové zastřešení věže Svatovítské katedrály, které v letech 1560-63 navrhl Bonifác Wohlmut. Figurální stafáž líčí ruch na mostě, v ulicích a na řece. Pod prospektem je dedikace císaři Ferdinandovi I. a oslavné básně Matouše Collina. 
Dochovala se ve dvou exemplářích: první ve Vratislavi má rozměry 60 x 192 cm a je kolorovaný (podle něj se české reprodukce dříve nepřesně označovaly "Vratislavský prospekt"), druhý ve Stockholmu je oříznutý na 55,7 x 169,5  a není kolorovaný.

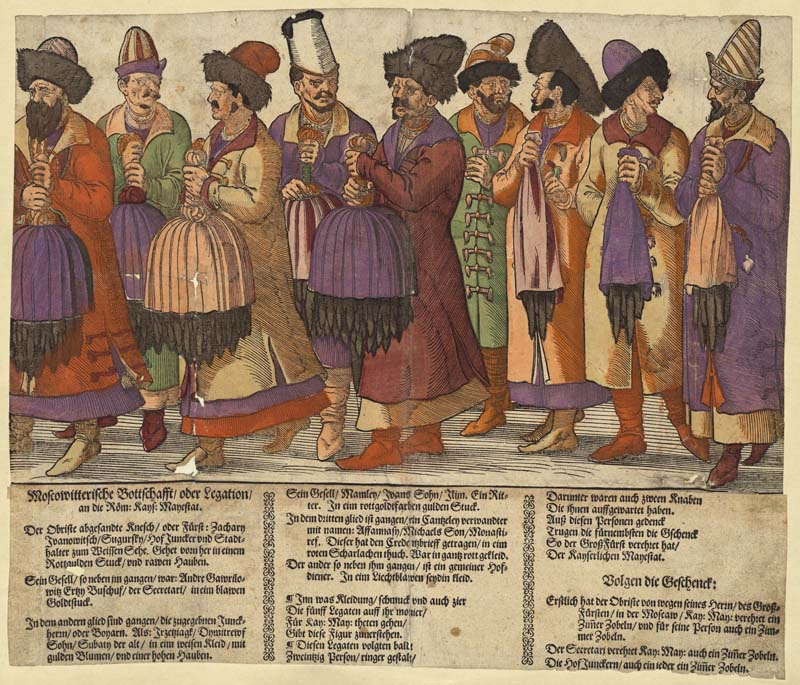
Ruští vyslanci na říšském sněmu v Řezně, (1576), tisk M. Peterle, Praha)

## Tisky (výběr)
- Praha hlavní město Čech (Praga Bohemiae Metropolis accuratissime expressa 1562)[7]
- Ilustrace erbů Karla V., Ferdinanda I., Maxmiliána II.
- Leichpredigt uber Maximiliani des andern Großmechtigsten, und frommen Römischen Kaysers absterben und Begrebnuß. Durch Caspar Elogii Wratiss. Prag, Verlag Michael Peterle, 1576.
- Velké poselství cara Ivana IV. (1530-84) z Ruska k Císaři Svaté říše římské v Regensburku roku 1576 (Die Gesandtschaft des Großfürsten von Moskau auf dem Reichstag in Regensburg, 1576, Verlag Michael Peterle)
- Johann Habermann (Avenarius) Vita Christi. Život a celá evangelistská historia o Pánu Ježíši Kristu, Praha 1579, s ilustracemi
- Lukáš Martinovský,  Der christlichen Jungfrauen Ehrenkräntzlein, v české verzi Křesťanských pobožných panen věnček poctivosti, s ilustracemi; Praha 1581
- Kompletní životopis Krista (Vita Christi), 1583
- Obsequiale sive Benedictionale, quod Agendam appellant secundum ritum et consuetuodium [?] S. Metropolitanae Pragensis ecclesiae, Michael Peterle 1585; první tisk liturgické příručky s notami vydaný v Čechách[8]
- Latinská mluvnice Popyssmus Grammaticus , 1587
- Nicodemus Frischlin, Oratio in M. Vaganerum. Pragae, Michael Peterle 1587
- Jednolisty (=obrázek s novinovou zprávou) prodávané na tržištích, byly těžištěm jeho práce, protože se prodávaly rychle a ve velkém nákladu; je jich evidováno 50 s latinským textem, 39 s německým textem, výjimečně s českým textem, obvykle to byl jen překlad cizojazyčného originálu. nejúspěšnější byl jednolist se zprávou o zjevení komety (1572).